# Municipio de Ealing (Londres)
Ealing es un municipio del Gran Londres (Inglaterra) Reino Unido (London Borough of Ealing) localizado en el oeste del mismo, en el área conocida como Londres exterior. Su centro administrativo se encuentra en Ealing Broadway. La autoridad local es el Ealing London Borough Council.
El municipio limita con Hillingdon al oeste, Harrow y Brent al norte, Hammersmith y Fulham al este y Hounslow al sur.

## Historia
Fue creado por el Acta del Gobierno de Londres de 1963, que entró en vigor el 1 de abril de 1965, fusion el territorio de los municipios de Ealing, Southall y Acton, de Middlesex.

## Demografía
Según el censo de 2001, Ealing tenía 300 948 habitantes. El 58,72% de ellos eran blancos, el 24,53% asiáticos, el 8,79% negros, el 3,61% mestizos, y el 4,32% chinos o de otro grupo étnico. Un 19,85% eran menores de 16 años, un 74,69% tenían entre 17 y 74, y un 5,45% eran mayores de 75. La densidad de población era de 5420 hab/km² y había 118 023 hogares con residentes.
De los 153 781 habitantes económicamente activos, el 89,93% tenían un empleo, el 5,75% estaban desempleados y el 4,31% eran estudiantes a tiempo completo.

## Distritos
- Acton
- Dormer's Wells
- Ealing
- East Acton
- Greenford
- Hanwell
- Montpelier
- North Acton
- Northolt
- Norwood Green
- Perivale
- Pitshanger
- South Acton
- Southall
- West Ealing
- West Twyford
- Park Royal

## Ciudades hermanas
- Bielany, Polonia
- Marcq-en-Barœul, Francia
- Steinfurt, Alemania